# Robert Shaw (acteur)
Pour les articles homonymes, voir Shaw et Robert Shaw.
Robert Shaw est un acteur, scénariste et écrivain britannique né le 9 août 1927 à Westhoughton, Lancashire (aujourd'hui Grand Manchester, Angleterre), et mort le 28 août 1978 à Tourmakeady, comté de Mayo (Irlande).
Robert Shaw est notamment connu du grand public pour son rôle de Quint (le chasseur de requins) dans le film Les Dents de la mer (1975) de Steven Spielberg. Il incarne aussi une inoubliable galerie de méchants du cinéma américain : le tueur blond et froid dans Bons Baisers de Russie (1963) opposé à James Bond, le gangster cynique de L'Arnaque (1973), le fanatique colonel nazi dans La Bataille des Ardennes (1965) et, peut-être son rôle le plus complexe, le troublant Monsieur Bleu, tueur et preneur d'otages raffiné dans Les Pirates du métro (1974).

## Biographie

### Jeunesse et formation
Robert Shaw n'a que douze ans quand son père, un médecin qui avait sombré dans l'alcool, se suicide. Le jeune Robert se réfugie alors dans l'écriture et la comédie, et se découvre un certain talent pour ces deux activités, disant retrouver une vraie famille lorsqu'il est sur scène.
Il entre plus tard dans de grandes écoles, dont la Royal Academy of Dramatic Art, puis en 1949 la Royal Shakespeare Company, où il se fait remarquer.

### Carrière
Plus tard, Robert Shaw joue dans plusieurs films, mais c'est le théâtre qui le rend célèbre, grâce notamment à certaines pièces diffusées à la télévision. Au début des années 1960, il publie un roman, The hiding place (la Cachette), qui lui vaut en 1962 le Hawthornden Prize de littérature.
Sa carrière d'acteur atteint des sommets entre le milieu des années 1960 et 1970. Il est nommé aux Oscars pour son rôle dans Un homme pour l'éternité, et interprète de nombreux premiers ou seconds rôles dans des films prestigieux, dont La Rose et la Flèche, l'Arnaque, la Bataille des Ardennes, Deux Hommes en fuite et Bons baisers de Russie.
En interprétant le rôle du chasseur de requins, Quint, dans le film Les Dents de la mer de Steven Spielberg, il devient très populaire, surtout auprès d'un jeune public. Sur la base du texte écrit par John Milius, et à la demande de Spielberg, l'acteur adapta lui-même le long monologue de Quint racontant son aventure sur le cuirassé Indianapolis.

### Vie privée
La vie sentimentale de Robert Shaw est mouvementée : il se marie à trois reprises, dont une fois avec l’actrice Mary Ure. Père de dix enfants (dont deux adoptés), il disait qu'il ne lui restait plus un cent à la fin de chaque mois.

### Mort
Robert Shaw succombe à une crise cardiaque le 28 août 1978.

## Filmographie

### Acteur
- 1951 : De l'or en barres, de Charles Crichton : un technicien de la police
- 1954 : Les Briseurs de barrages, de Michael Anderson : le sergent J. Pulford
- 1956 : Commando en Corée, de Julian Amyes : le soldat de première classe Hodge
- 1958 : Requins de haute mer (Sea Fury) de Cy Endfield
- 1962 : Alerte sur le Vaillant de Roy Ward Baker : le lieutenant Field
- 1963 : Bons Baisers de Russie, de Terence Young : Donald 'Red' Grant
- 1963 : Le Concierge, de Clive Donner : Aston
- 1963 : The Luck of Ginger Coffey d'Irvin Kershner : Ginger Coffey
- 1965 : La Bataille des Ardennes, de Ken Annakin : le colonel Martin Hessler
- 1966 : Un homme pour l'éternité, de Fred Zinnemann : le roi Henry VIII
- 1967 : Custer, l'homme de l'ouest, de Robert Siodmak : le général George Armstrong Custer
- 1968 : L'Anniversaire, de William Friedkin : Stanley Webber
- 1969 : La Bataille d'Angleterre, de Guy Hamilton : le chef d'escadron Skipper
- 1970 : Deux Hommes en fuite, de Joseph Losey : MacConnachie
- 1971 : Les Brutes dans la ville, de Robert Parish : le Prêtre
- 1972 : Les Griffes du lion, de Richard Attenborough : Lord Randolph Churchill
- 1973 : La Méprise, de Alan Bridges : Steven Ledbetter
- 1973 : L'Arnaque, de George Roy Hill : Doyle Lonnegan
- 1974 : Les Pirates du métro, de Joseph Sargent : Bernard Ryder alias Monsieur Bleu
- 1974 : Le Voyage fantastique de Sinbad, de Gordon Hessler : l'Oracle de toutes les connaissances (non crédité)
- 1975 : Les Dents de la mer, de Steven Spielberg : Quint
- 1975 : Double Jeu (Der Richter und sein Henker) de Maximilian Schell : Richard Gastmann
- 1975 : Un coup de deux milliards de dollars (Diamonds) de Menahem Golan : Charles / Earl Hodgson
- 1976 : Le Pirate des Caraïbes de James Goldstone : Ned Lynch
- 1976 : La Rose et la Flèche, de Richard Lester : le shérif de Nottingham
- 1977 : Black Sunday, de John Frankenheimer : David Kabakov
- 1977 : Les Grands Fonds, de Peter Yates : Romer Treece
- 1978 : L'ouragan vient de Navarone, de Guy Hamilton : le Major Keith Mallory
- 1979 : Avalanche Express, de Mark Robson : le général Marenkov

### Scénariste
- 1970 : Deux Hommes en fuite, de Joseph Losey. D'après un roman de Barry England.

## Voix françaises
- André Valmy (*1919 - 2015) dans :
  - L'Arnaque
  - Les Dents de la mer (1er doublage)
  - Le Pirate des Caraïbes
  - Les Grands Fonds
  - Sauvez le Neptune (extrait des Dents de la mer)
  - L'ouragan vient de Navarone

- Jacques Dacqmine (*1923 - 2010) dans :
  - Un homme pour l'éternité
  - Custer, l'homme de l'Ouest

et aussi :
- Jean-Claude Michel (*1925 - 1999) dans Les Briseurs de barrages
- Roger Rudel (*1921 - 2008) dans Bons baisers de Russie
- Jean Amadou (*1929 - 2011) dans La Bataille des Ardennes
- Raymond Loyer (*1916 - 2004) dans La Bataille d'Angleterre
- William Sabatier (*1923 - 2019) dans Deux hommes en fuite
- Michel Gatineau (*1926 - 1989) dans Les Aventuriers de l'ouest sauvage
- Jean-Louis Jemma (*1922 - 1973) dans Les Griffes du lion
- Bernard Dhéran (*1926 - 2013) dans Les Pirates du métro
- Jean Michaud (*1921 - 2001) dans Le Voyage fantastique de Sinbad
- François Chaumette (*1923 - 1996) dans Un coup de deux milliards de dollars
- Jean Berger (*1917 - 2014) dans La Rose et la Flèche
- Marcel Bozzuffi (*1929 - 1988) dans Black Sunday
- Marc de Georgi (*1931 - 2003) dans Avalanche Express
- Patrick Floersheim (*1944 - 2016) dans Les Dents de la mer (2e doublage)